# Église Notre-Dame-de-l'Assomption de Baigts
Pour les articles homonymes, voir Notre-Dame-de-l'Assomption.
L'église Notre-Dame-de l'Assomption de Baigts, dans le département français des Landes, est de style roman. Elle date vraisemblablement du XIIe siècle (elle a été mentionnée au milieu du XIIe siècle dans le Livre rouge de la cathédrale de Dax).

## Présentation
Elle a été bâtie sur l'ancien château fort construit vers l'an mille par le seigneur De Caupenne. On voit dans la configuration du terrain la trace de trois fosses concentriques. Près de l'église, on trouve encore aujourd'hui la maison Lassalle qui fut la conciergerie du château. Le clocher de l'église est à meurtrières (survivance du donjon en pierre ferrugineuse d'une grande résistance), les murs font 1,20 m d'épaisseur.  L'ancienneté de ces dispositions ne peut être mise en doute : partout, l'appareil régulier et orné de belles marques de tâcherons est identique, et on peut voir à mi-hauteur le bandeau en damier qui, au sud, court sur le mur et entoure au nord les contreforts. Le chevet comporte à l'extérieur une corniche portée par la partie supérieure amincie des contreforts, et par des modillons dont cinq au nord ont été en partie conservés.
En 1569, les protestants ont ravagé l'édifice, tant à l'extérieur qu'à l'intérieur. La voûte a ensuite été reconstruite en style Renaissance. Au XVIIe, un escalier monumental a été rajouté du côté de la route pour accéder à l'entrée par le cimetière qui jouxtait l'église. 

À l'intérieur, le maître-autel frappe par sa richesse : de style Renaissance il attire l'attention par ses colonnes torses dorées remarquablement sculptées dans du bois homogène. Sur toute la hauteur, ce sont des angelots, des colombes, des feuilles de vigne et des grappes de raisin finement ciselés par des artistes italiens. Parmi les œuvres d'art : une statue de la Vierge et une de saint Joseph (XVIe) ; le tableau central qui représente l'Assomption et un tableau où figure saint Roch (don de Napoléon III).
En 1877, le cimetière a été déplacé sur le terrain de "Naoutic" à proximité du presbytère. Ce dernier, une grande et ancienne bâtisse isolée, est toujours gardé, par un vénérable chêne dépassant allègrement les 400 ans et les 6,50 m de circonférence au pied.
En 1910, devant l'état de délabrement avancé du clocher, le conseil municipal a pris la décision de démolir la voûte et la charpente pour le faire reconstruire. L'architecte de Mugron, M. Temboury a fait les plans et les travaux de restauration ont été effectués en 1911 par le charpentier J.B. Soubin de Horsarrieu.

## Galerie

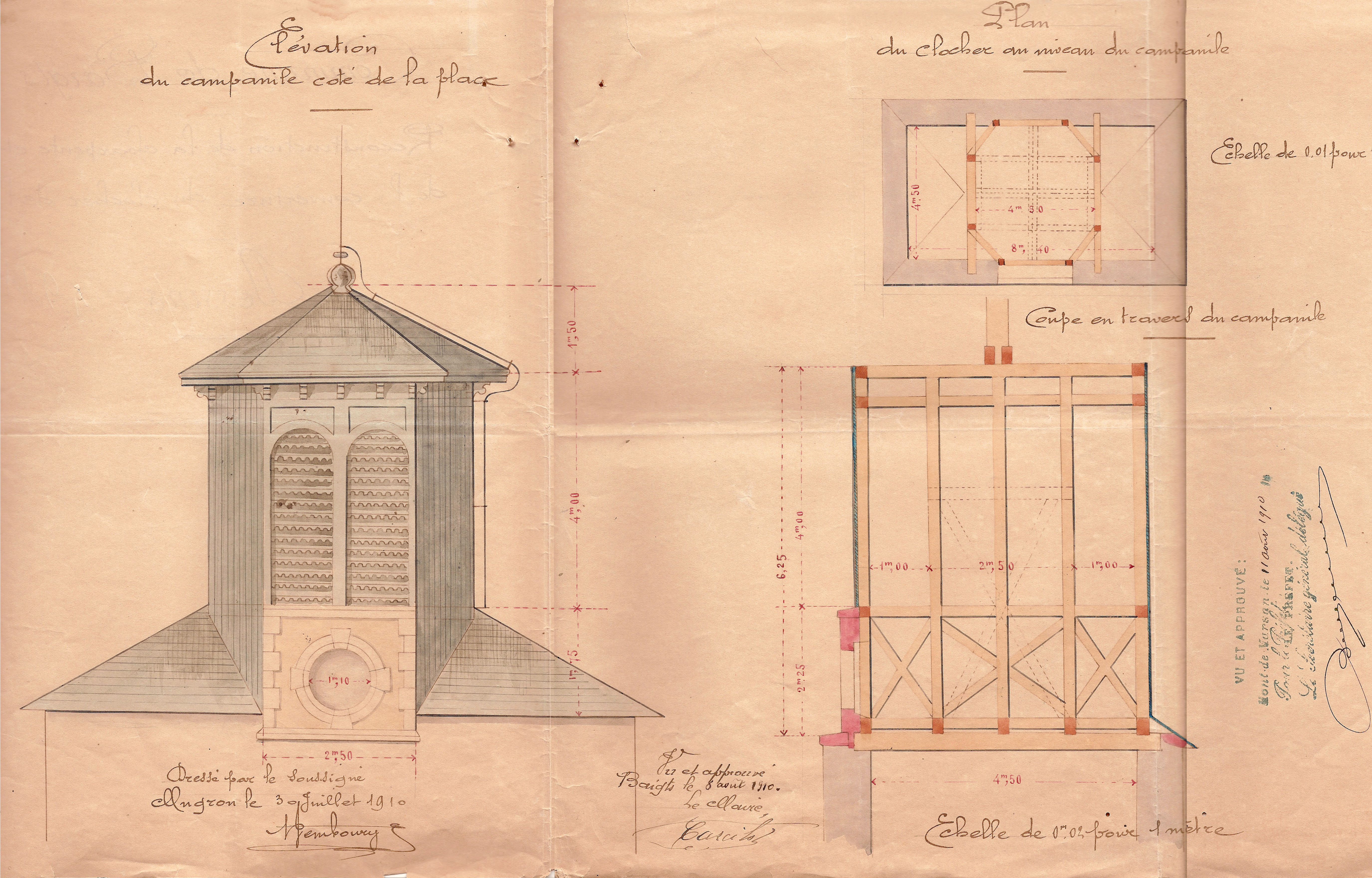
Plan du Clocher - 1910.
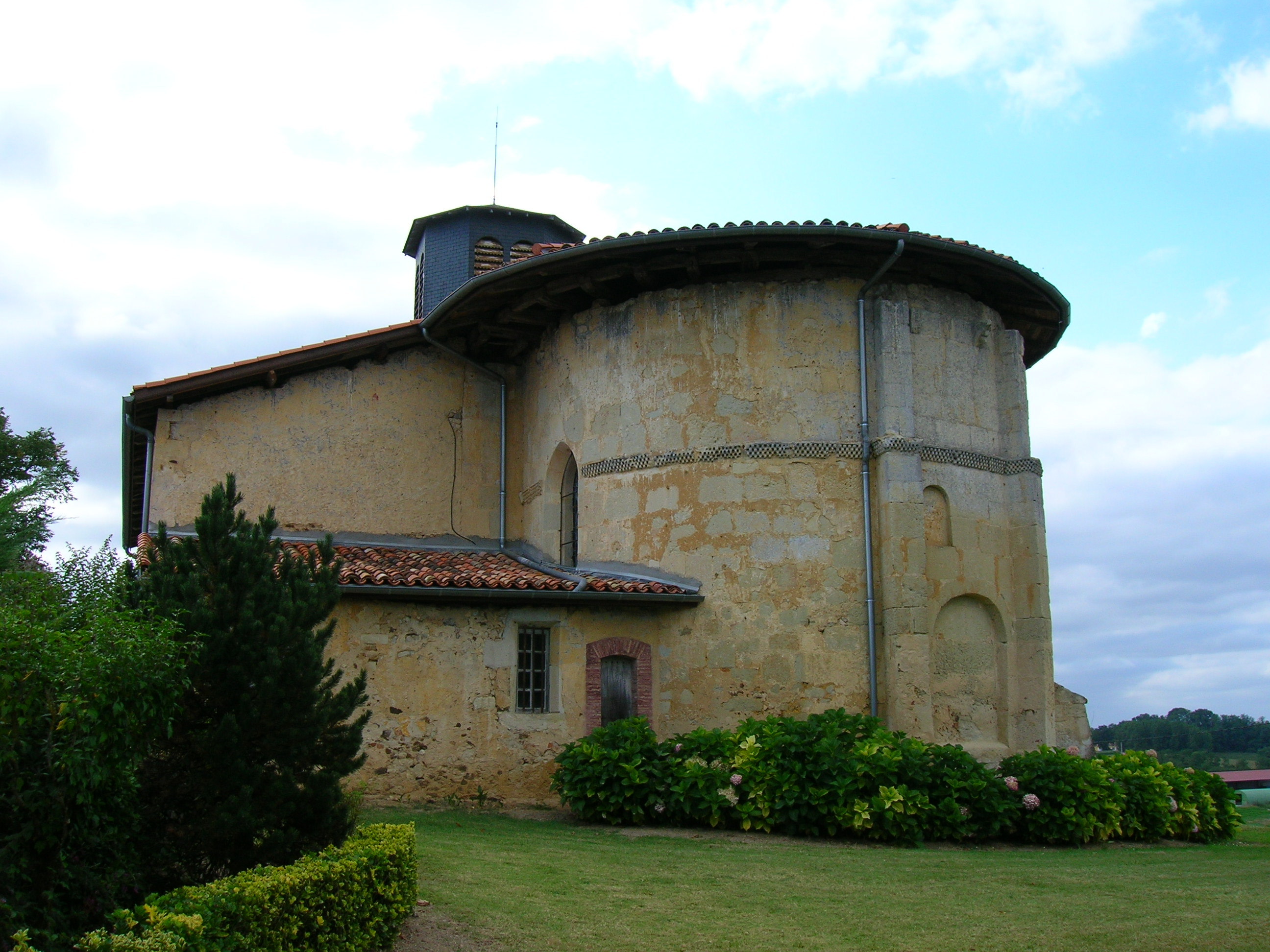
Chevet de l'église.
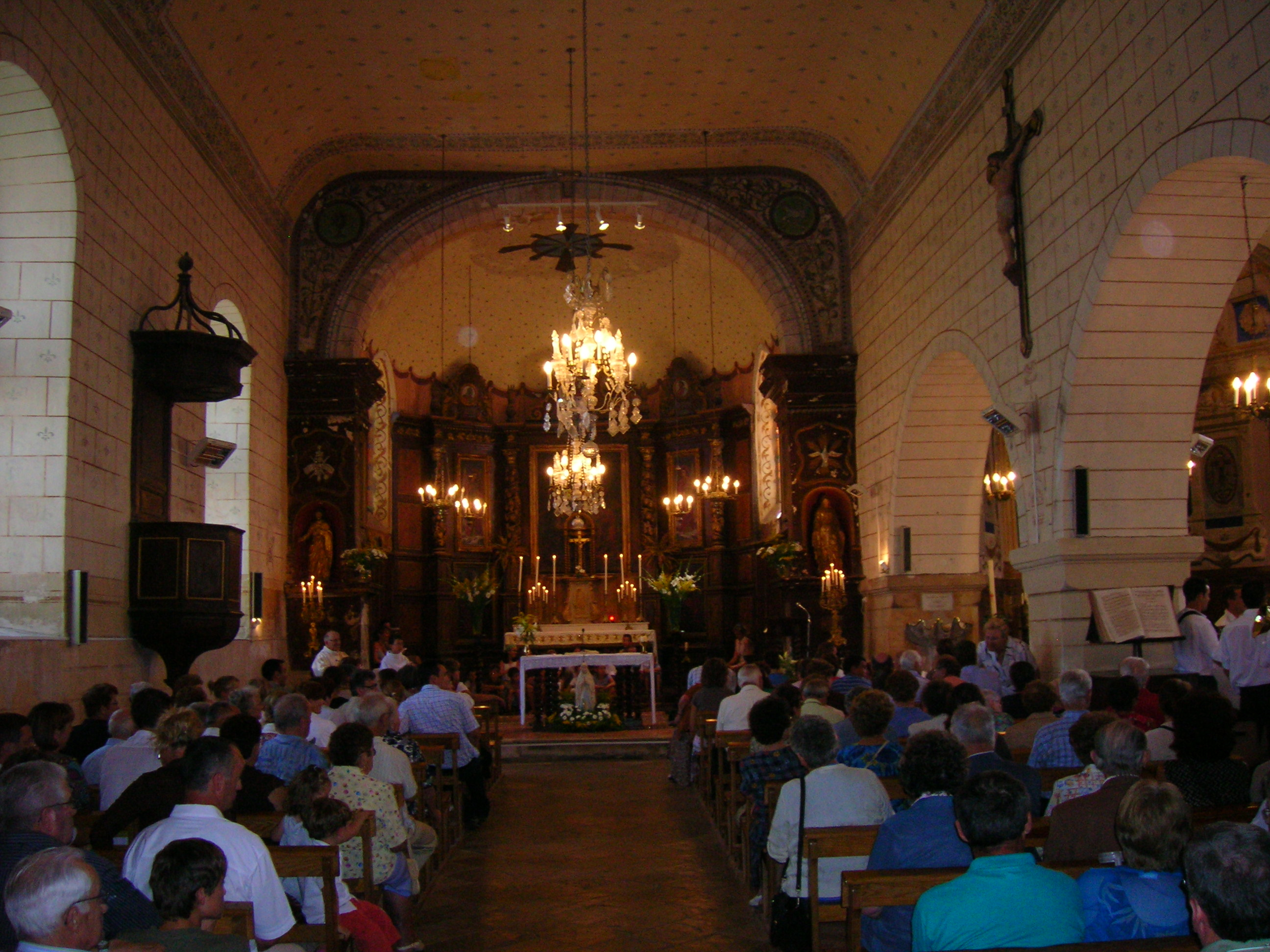
Intérieur de l'église.